# 한국가구학회
한국가구학회는 산학협동을 통하여 가구디자인과 가구재료에 관한 학문 및 생산기술의 발전에 기여를 목적으로 2010년 3월 11일 설립된 대한민국 문화체육관광부 소관의 사단법인이다. 사무실은 서울특별시 마포구 양화로 133, 811호 (서교동, 서교타워)에 있다.

## 주요 사업
- 학술 발표회 및 강연회 개최
- 학회지 및 학술간행물의 발간과 배포
- 학계와 산업계의 기술 정보 교환 및 협조 증진
- 각종 시험, 연구, 조사 사업 수행
- 본회 목적과 관련된 제반 연구용역의 수탁
- 학술정보, 기술 등의 국제 교류
- 회원의 권익옹호와 친목도모에 관한 사업
- 주무관청의 승인을 득한 수익사업